# Sing It Back
Sing It Back är en låt av den brittiska duon Moloko. Den utgavs som singel den 8 mars 1999. "Sing It Back" nådde förstaplatsen på UK Dance Chart, UK Indie Chart och Hot Dance Club Songs.
I musikvideon, regisserad av Dawn Shadforth, ses Róisín Murphy dansa iförd en glänsande flapperklänning. 